# Cenate Sotto
Cenate Sotto là một đô thị ở tỉnh Bergamo trong vùng Lombardia của nước Ý, có vị trí cách khoảng 60 km về phía đông bắc của Milano và khoảng 12 km về phía đông của Bergamo. Tại thời điểm ngày 31 tháng 12 năm 2004, đô thị này có dân số 2.947 người và diện tích là 4,5 km².
Đô thị Cenate Sotto có các frazioni (đơn vị cấp dưới, chủ yếu là các làng) Cascina Serbello, Tesolta, Quadra, Veneziane, và Brugaletti.
Cenate Sotto giáp các đô thị: Cenate Sopra, San Paolo d'Argon, Scanzorosciate, Trescore Balneario.